# László Rajcsányi
Dans le nom hongrois Rajcsányi László, le nom de famille précède le prénom, mais cet article utilise l’ordre habituel en français László Rajcsányi, où le prénom précède le nom.
László Rajcsányi, né le 16 février 1907 à Budapest et mort le 5 septembre 1992 dans la même ville, est un escrimeur hongrois, triple champion olympique au sabre par équipes.

## Carrière
La carrière de Rajcsányi s'étend sur six olympiades, entre 1934 et 1953. Durant cette période, il récolte trois titres olympiques avec l'invincible équipe de sabre hongroise, un avant et deux après la Seconde Guerre mondiale. Il avait 29 ans lors de son premier titre et 45 lors de la conquête du troisième et dernier. Durant ces Jeux, l'équipe de Hongrie ne perd aucune rencontre, malgré la résistance de l'équipe d'Italie. Rajcsányi ne dispute l'épreuve individuelle qu'en 1936, prenant la quatrième place d'une poule dominée par son compatriote Endre Kabos.
Tout comme aux Jeux, il connaît aux championnats du monde d'escrime cinq succès par équipes entre 1934 et 1953, ainsi que trois médailles individuelles en bronze, toutes trois avant 1939. Autre preuve de sa longévité exceptionnelle, il est titré deux fois champion de Hongrie à dix-neuf ans d'écart, en 1934 et 1953.

## Palmarès
- Jeux olympiques
  -  Médaille d'or par équipes aux Jeux olympiques d'été de 1936 à Berlin
  -  Médaille d'or par équipes aux Jeux olympiques d'été de 1948 à Londres
  -  Médaille d'or par équipes aux Jeux olympiques d'été de 1952 à Helsinki

- Championnats du monde d'escrime
  -  Médaille d'or par équipes au championnat international d'escrime 1934 à Varsovie
  -  Médaille d'or par équipes au championnat international d'escrime 1935 à Lausanne
  -  Médaille d'or par équipes aux championnats du monde d'escrime 1937 à Paris
  -  Médaille d'or par équipes aux championnats du monde d'escrime 1951 à Stockholm
  -  Médaille d'or par équipes aux championnats du monde d'escrime 1953 à Bruxelles
  -  Médaille de bronze aux championnats du monde d'escrime 1934 à Varsovie
  -  Médaille de bronze aux championnats du monde d'escrime 1935 à Lausanne
  -  Médaille de bronze aux championnats du monde d'escrime 1937 à Paris